# Юнацька збірна В'єтнаму з футболу (U-17)
Юнацька збірна В'єтнаму з футболу (U-17) — національна футбольна збірна В'єтнаму, що складається із гравців віком до 17 років. Керівництво командою здійснює Федерація футболу В'єтнаму.
Головним континентальним турніром для команди є Юнацький кубок Азії, який з 2008 року розігрується серед команд з віковим обмеженням до 16 років і успішний виступ на якому дозволяє отримати путівку на Чемпіонат світу (U-17). 
Також може брати участь у товариських і регіональних змаганнях, зокрема у Юнацькому чемпіонаті АФФ з футболу (U-16), юнацькій першості серед країн, що входять до Федерації футболу АСЕАН, що проводиться залежно від розіграгу у форматі U-15 або U-16.

## Виступи на міжнародних турнірах

### Юнацький кубок Азії з футболу
| Юнацький кубок Азії | Юнацький кубок Азії                 | Юнацький кубок Азії    | Юнацький кубок Азії    | Юнацький кубок Азії    | Юнацький кубок Азії    | Юнацький кубок Азії    | Юнацький кубок Азії    | Юнацький кубок Азії    |                             | Статистика відбору          | Статистика відбору          | Статистика відбору          | Статистика відбору          | Статистика відбору          | Статистика відбору |
| Рік                 | Результат                           | Pos.                   | І                      | В                      | Н                      | П                      | Г+                     | Г-                     | І                           | В                           | Н                           | П                           | Г+                          | Г-                          |                    |
| ------------------- | ----------------------------------- | ---------------------- | ---------------------- | ---------------------- | ---------------------- | ---------------------- | ---------------------- | ---------------------- | --------------------------- | --------------------------- | --------------------------- | --------------------------- | --------------------------- | --------------------------- | ------------------ |
| 1985                | відмовилися від участі              | відмовилися від участі | відмовилися від участі | відмовилися від участі | відмовилися від участі | відмовилися від участі | відмовилися від участі | відмовилися від участі | відмовилися від участі      | відмовилися від участі      | відмовилися від участі      | відмовилися від участі      | відмовилися від участі      | відмовилися від участі      |                    |
| 1986                | відмовилися від участі              | відмовилися від участі | відмовилися від участі | відмовилися від участі | відмовилися від участі | відмовилися від участі | відмовилися від участі | відмовилися від участі | відмовилися від участі      | відмовилися від участі      | відмовилися від участі      | відмовилися від участі      | відмовилися від участі      | відмовилися від участі      |                    |
| 1988                | відмовилися від участі              | відмовилися від участі | відмовилися від участі | відмовилися від участі | відмовилися від участі | відмовилися від участі | відмовилися від участі | відмовилися від участі | відмовилися від участі      | відмовилися від участі      | відмовилися від участі      | відмовилися від участі      | відмовилися від участі      | відмовилися від участі      |                    |
| 1990                | відмовилися від участі              | відмовилися від участі | відмовилися від участі | відмовилися від участі | відмовилися від участі | відмовилися від участі | відмовилися від участі | відмовилися від участі | відмовилися від участі      | відмовилися від участі      | відмовилися від участі      | відмовилися від участі      | відмовилися від участі      | відмовилися від участі      |                    |
| 1992                | відмовилися від участі              | відмовилися від участі | відмовилися від участі | відмовилися від участі | відмовилися від участі | відмовилися від участі | відмовилися від участі | відмовилися від участі | відмовилися від участі      | відмовилися від участі      | відмовилися від участі      | відмовилися від участі      | відмовилися від участі      | відмовилися від участі      |                    |
| 1994                | відмовилися від участі              | відмовилися від участі | відмовилися від участі | відмовилися від участі | відмовилися від участі | відмовилися від участі | відмовилися від участі | відмовилися від участі | відмовилися від участі      | відмовилися від участі      | відмовилися від участі      | відмовилися від участі      | відмовилися від участі      | відмовилися від участі      |                    |
| 1996                | відмовилися від участі              | відмовилися від участі | відмовилися від участі | відмовилися від участі | відмовилися від участі | відмовилися від участі | відмовилися від участі | відмовилися від участі | відмовилися від участі      | відмовилися від участі      | відмовилися від участі      | відмовилися від участі      | відмовилися від участі      | відмовилися від участі      |                    |
| 1998                | відмовилися від участі              | відмовилися від участі | відмовилися від участі | відмовилися від участі | відмовилися від участі | відмовилися від участі | відмовилися від участі | відмовилися від участі | відмовилися від участі      | відмовилися від участі      | відмовилися від участі      | відмовилися від участі      | відмовилися від участі      | відмовилися від участі      |                    |
| 2000                | четверте місце                      | 4/10                   | 6                      | 2                      | 1                      | 3                      | 11                     | 13                     | кваліфікувалася як господар | кваліфікувалася як господар | кваліфікувалася як господар | кваліфікувалася як господар | кваліфікувалася як господар | кваліфікувалася як господар |                    |
| 2002                | груповий етап                       | 11/12                  | 3                      | 0                      | 1                      | 2                      | 2                      | 7                      | 2                           | 1                           | 1                           | 0                           | 3                           | 2                           |                    |
| 2004                | груповий етап                       | 16/16                  | 3                      | 0                      | 0                      | 3                      | 2                      | 5                      | 2                           | 2                           | 0                           | 0                           | 10                          | 0                           |                    |
| 2006                | груповий етап                       | 9/16                   | 3                      | 1                      | 1                      | 1                      | 5                      | 5                      | 2                           | 2                           | 0                           | 0                           | 2                           | 0                           |                    |
| 2008                | не кваліфікувалася                  | не кваліфікувалася     | не кваліфікувалася     | не кваліфікувалася     | не кваліфікувалася     | не кваліфікувалася     | не кваліфікувалася     | не кваліфікувалася     | 5                           | 0                           | 2                           | 3                           | 2                           | 11                          |                    |
| 2010                | груповий етап                       | 12/16                  | 3                      | 1                      | 0                      | 2                      | 4                      | 10                     | 5                           | 2                           | 2                           | 1                           | 12                          | 6                           |                    |
| 2012                | не кваліфікувалася                  | не кваліфікувалася     | не кваліфікувалася     | не кваліфікувалася     | не кваліфікувалася     | не кваліфікувалася     | не кваліфікувалася     | не кваліфікувалася     | 5                           | 2                           | 1                           | 2                           | 12                          | 9                           |                    |
| 2014                | не кваліфікувалася                  | не кваліфікувалася     | не кваліфікувалася     | не кваліфікувалася     | не кваліфікувалася     | не кваліфікувалася     | не кваліфікувалася     | не кваліфікувалася     | 3                           | 2                           | 0                           | 1                           | 6                           | 3                           |                    |
| 2016                | чвертьфінали                        | 8/16                   | 4                      | 2                      | 0                      | 2                      | 6                      | 15                     | 3                           | 2                           | 0                           | 1                           | 23                          | 2                           |                    |
| 2018                | груповий етап                       | 15/16                  | 3                      | 0                      | 1                      | 2                      | 1                      | 7                      | 3                           | 2                           | 0                           | 1                           | 15                          | 5                           |                    |
| 2020                | не кваліфікувалася                  | не кваліфікувалася     | не кваліфікувалася     | не кваліфікувалася     | не кваліфікувалася     | не кваліфікувалася     | не кваліфікувалася     | не кваліфікувалася     | 4                           | 3                           | 0                           | 1                           | 16                          | 2                           |                    |
| Усього              | Найкращий результат: четверте місце | 7/18                   | 25                     | 6                      | 4                      | 15                     | 31                     | 62                     | 34                          | 18                          | 6                           | 10                          | 101                         | 40                          |                    |

### Юнацький чемпіонат АФФ
| Юнацький чемпіонат АФФ | Юнацький чемпіонат АФФ | Юнацький чемпіонат АФФ | Юнацький чемпіонат АФФ | Юнацький чемпіонат АФФ | Юнацький чемпіонат АФФ | Юнацький чемпіонат АФФ | Юнацький чемпіонат АФФ | Юнацький чемпіонат АФФ |
| Рік                    | Результат              | Pos.                   | І                      | В                      | Н                      | П                      | Г+                     | Г-                     |
| ---------------------- | ---------------------- | ---------------------- | ---------------------- | ---------------------- | ---------------------- | ---------------------- | ---------------------- | ---------------------- |
| 2002                   | груповий етап          | 7/10                   | 4                      | 1                      | 1                      | 2                      | 14                     | 11                     |
| 2005                   | груповий етап          | 6/7                    | 3                      | 0                      | 1                      | 2                      | 4                      | 9                      |
| 2006                   | переможець             | 1/4                    | 3                      | 2                      | 0                      | 1                      | 7                      | 3                      |
| 2007                   | третє місце            | 3/9                    | 5                      | 2                      | 1                      | 2                      | 6                      | 7                      |
| 2008                   | відмовилися від участі | відмовилися від участі | відмовилися від участі | відмовилися від участі | відмовилися від участі | відмовилися від участі | відмовилися від участі | відмовилися від участі |
| 2009                   | скасовано              | скасовано              | скасовано              | скасовано              | скасовано              | скасовано              | скасовано              | скасовано              |
| 2010                   | переможець             | 1/4                    | 4                      | 3                      | 0                      | 1                      | 4                      | 2                      |
| 2011                   | груповий етап          | 5/10                   | 4                      | 2                      | 0                      | 2                      | 15                     | 9                      |
| 2012                   | відмовилися від участі | відмовилися від участі | відмовилися від участі | відмовилися від участі | відмовилися від участі | відмовилися від участі | відмовилися від участі | відмовилися від участі |
| 2013                   | четверте місце         | 4/10                   | 6                      | 3                      | 1                      | 2                      | 21                     | 4                      |
| 2014                   | скасовано              | скасовано              | скасовано              | скасовано              | скасовано              | скасовано              | скасовано              | скасовано              |
| 2015                   | груповий етап          | 8/11                   | 5                      | 1                      | 2                      | 2                      | 10                     | 8                      |
| 2016                   | віце-чемпіон           | 2/11                   | 7                      | 5                      | 2                      | 0                      | 21                     | 7                      |
| 2017                   | переможець             | 1/12                   | 7                      | 6                      | 1                      | 0                      | 18                     | 2                      |
| 2018                   | груповий етап          | 5/11                   | 5                      | 3                      | 1                      | 1                      | 15                     | 7                      |
| 2019                   | четверте місце         | 4/10                   | 7                      | 4                      | 0                      | 3                      | 9                      | 6                      |
| Усього                 | 3 титули               | 12/13                  | 60                     | 32                     | 10                     | 18                     | 144                    | 75                     |